# Жемчужина-Сочи
«Жемчу́жина» — российский футбольный клуб из города Сочи. Выступал на профессиональном уровне с 1991 по 2003 и с 2008 по 2011 годы.

## История
Команда создана в 1987 году. Своё название получила от своего первого учредителя — гостиницы «Жемчужина». Представляла также администрацию города Сочи и одноимённый футбольно-спортивный клуб. В 1988-м выступала в городском чемпионате. В чемпионате СССР — во второй низшей лиге и в кубке РСФСР в 1991. В кубке СССР не играла. С 1992 в чемпионате России. В первом дивизионе — в сезонах 1992 и 2000. С 2001 по 2003 — во втором дивизионе. С 1993 по 1999 — в высшем дивизионе. Высшее достижение — 9 место в 1994. Основных успехов команда достигла под руководством Арсена Юдильевича Найдёнова.
В 1991—1992 годах команда носила название «Жемчужина-Амерус Энтерпрайзес» в честь фирмы-спонсора Вилена Райкиса. В 1994 году называлась «Жемчужина-Кубань». В 2003 году команда прекратила существование.
В марте 2007 года было принято решение о возрождении клуба. Главным тренером и вице-президентом был назначен Арсен Найдёнов, его помощником стал Гоча Гогричиани, команду назвали «Жемчужина-А». Свои выступления клуб начал с Любительской футбольной лиги (ЛФЛ). В 2008 году клуб сменил название на «Жемчужина-Сочи» и начал играть во втором дивизионе. По итогам сезона-2009 вышел в первый дивизион. В нём «Жемчужина-Сочи» провела полный сезон-2010, но следующий переходный чемпионат 2011/2012 годов не доиграла. В июле 2011 года клуб вновь прекратил своё существование.
В дальнейшем предпринимается несколько попыток возродить клуб на любительском уровне.
На профессиональном уровне командой руководили 13 тренеров.
| Сезон                    | Тренер                     |
| ------------------------ | -------------------------- |
| 1991—1997                | Арсен Найдёнов             |
| 1998—1999 (по май)       | Анатолий Байдачный         |
| 1999 (май-июнь)          | Геннадий Афанасьев (и. о.) |
| 1999 (с июня)            | Виктор Антихович           |
| 2000                     | Арсен Найдёнов             |
| 2001                     | Иштван Секеч               |
| 2002                     | Назим Сулейманов           |
| 2003 (по октябрь)        | Арсен Найдёнов             |
| 2003 (с октября)         | Геннадий Бондарук (и. о.)  |
| 2008 (по июнь)           | Юрий Нестеренко            |
| 2008 (июнь-июль)         | Геннадий Бондарук          |
| 2008 (июль-август)       | Гиви Керашвили             |
| 2008 (с августа)         | Виктор Гузь                |
| 2009 — август 2010       | Олег Василенко             |
| август — сентябрь 2010   | Зураб Саная                |
| сентябрь — декабрь 2010  | Олег Василенко             |
| декабрь 2010 — июль 2011 | Станислав Черчесов         |

Список тренеров команды при выступлениях на любительском уровне.
| Сезон                     | Тренер             |
| ------------------------- | ------------------ |
| 2007                      | Арсен Найдёнов     |
| апрель — октябрь 2012     | Александр Тумасян  |
| ноябрь 2012 — апрель 2013 | Юрий Быков         |
| 2015 — 2019, 2024         | Владимир Лушин     |
| 2019 — 2023               | Ника Поцхверашвили |
| 2023 — 2025               | Георгий Джобава    |

### Арсен Найдёнов

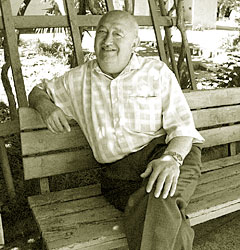
Арсен Найдёнов

Начало футбольному клубу «Жемчужина» было положено 26 декабря 1990 года, когда приехавший из Новороссийска мэр Сочи Сергей Дерендяев решил создать в городе команду с помощью хорошо знакомого ещё по Новороссийску Арсена Найдёнова.
После долгих поисков спонсоров, команду взяли под своё финансирование гостиница «Жемчужина» во главе с Юрием Аринцевым (который также 3 года размещал футболистов в гостинице) и администрация города Сочи. Дерендяев и Найдёнов сделали мечту сочинских любителей футбола реальностью: в городе появилась профессиональная (хотя такой её ещё в то время назвать было нельзя) команда. Клуб не располагал большими деньгами, сначала помогли 20 000 рублей, выделенные болельщиком, а чуть позже появился Вилен Райкис, американский еврей с российским прошлым, хозяин компании «Амерус-Энтерпрайсез», выделивший команде 300 000 рублей.
Заявившись впервые на вторую лигу союзного первенства, сочинская команда за один сезон смогла подняться дивизионом выше, заняв 1 место с отрывом в 7 очков (по 2-очковой системе), забив больше всех и пропустив меньше всех. Именно в те годы в сочинской команде стал раскрываться талант, тогда ещё молодого, перспективного форварда Гочи Гогричиани, которому будет суждено стать главной надеждой сочинского футбола. Поднявшись рангом выше, команда не остановилась на достигнутом и смогла спустя год добраться до высшего дивизиона. Под руководством Найдёнова команда играла в жёсткий футбол без какой-либо импровизации, но, несмотря на это, держалась в высшем дивизионе и могла дать отпор любому фавориту.

### Анатолий Байдачный
После нескольких лет тренерства Найдёнову пришлось по состоянию здоровья покинуть команду, ему на смену пришел Анатолий Байдачный — тренер с хорошим пониманием игры и тренировочного процесса. За несколько лет до прихода в сочинскую команду Байдачный сумел привести минское «Динамо» к золотым медалям чемпионата Белоруссии и с молодёжной сборной Сирии выиграть кубок Азии. Приехав в Сочи, Байдачный сразу ввёл жёсткие правила в команде, стал больше работать над техническим и тактическим совершенствованием игры, привёз вместе с собой несколько перспективных новичков, способных усилить игру команды, стал больше обращать внимание на местных футболистов, больше средств стало выделяться на развитие футбольных школ. Под руководством Байдачного команда сразу же «выстрелила», в первом круге сезона-98 сочинцы долгое время держались в верхней части турнирной таблицы (а после 14-го тура занимали третье место), но потом стали напоминать о себе финансовые проблемы и, в конце концов, клуб закончил чемпионат на 13 месте, проиграв последнюю игру чемпионата элистинскому «Уралану» со счетом 2:6 на своём поле. В межсезонье из команды ушли несколько лидеров, а равноценной замены им найдено не было из-за финансовых проблем команды. Тренер, не находя в резерве людей, способных изменить игру команды, решил добиться этого путём увеличения физических нагрузок и ошибся, нагрузив команду до предела. Начав чемпионат, команда после первого круга не одержала ни одной победы и считалась заведомым аутсайдером. Байдачный же, понимая, что не может уже ничего изменить, ушёл из команды.

### Виктор Антихович
В июне 1999 года на смену Байдачному пригласили Виктора Антиховича. Он зачастую оказывался в тех клубах, которые либо боролись за выход, либо за то, чтобы остаться. Появившись в команде, он сумел сплотить коллектив, но добиться долгожданной победы так и не удавалось.
После первого круга в команду были приглашены Максим Деменко, который в 18 лет уже выступал в основном составе киевского «Динамо», и Константин Коваленко, вернувшийся из «Алании», куда перешёл перед началом сезона. Команду также пополнили Рустам Мустафин, известный по своим выступлениям за московское «Торпедо», Пётр Хрустовский из «Уралмаша», имевший опыт игры в высшей лиге за камышинский «Текстильщик», и в первой – за нижнекамский «Нефтехимик», и оставшийся на полгода без футбола и принадлежащий «Торпедо» Дмитрий Градиленко. После усиления команда улучшила свои турнирные результаты, однако остаться в высшем дивизионе не смогла: за три тура до окончания чемпионата от спасительного четырнадцатого места её отделяло 3 очка, а результаты заключительных матчей (с «Ротором» дома – 2:2, «Ростсельмашем» в гостях – 1:2 и «Торпедо» дома – 1:1) не дали шансов сократить это отставание, и «Жемчужина» (после поражения в Ростове-на-Дону матч последнего тура с «Торпедо» уже ничего не решал) оказалась в первом дивизионе.

### Первый дивизион
После вылета из высшего дивизиона у команды не было средств, чтобы заявиться в первый дивизион, с трудом был найден спонсор (рассматривался даже вопрос об объединении с краснодарской «Кубанью»). Большинство игроков из прежнего состава уехали в другие клубы. Вернувшийся Арсен Найдёнов с трудом нашёл игроков: под знамёна команды были приглашены 36-летние Назим Сулейманов, Тимур Богатырёв, Гоча Гогричиани. Команда закончила первый круг на восьмом месте. Позже в команду пришли Евгений Сонин, Александр Ещенко, возвращён в Сочи Арташес Калайджян, полгода проведший в Новороссийске, и даже эта команда, усилившись, не смогла остаться в первой лиге; в конце чемпионата выстрелил Назим Сулейманов, видимо, вспомнив о том, как в 1995 громил «Спартак» в составе «Алании» и приносил ей чемпионство, в двух последних матчах отличился пять раз, и у команды появились призрачные шансы, но их не стало после поражения от «Арсенала» из Тулы и ничьей с липецким «Металлургом». Так закончилась история «Жемчужины» тех лет.

### Второй дивизион
После вылета из первого дивизиона был приглашён новый тренер — Иштван Йожефович Секеч, который поставил задачу воспитать игроков, а потом выходить классом выше. Клуб был разделён на три команды.
Первая под руководством Секеча выступала в зоне «ЮГ» второго дивизиона, а вторая — на первенство края в первой лиге, в ней были собраны ребята 1983/1984 годов рождения, тренером этой команды являлся Назим Сулейманов, недавно закончивший высшую школу тренеров. Третья команда выступала на первенство города под руководством Вячеслава Васильевича Васильева. Итог — 9-е место и невыразительная игра.
Следующий сезон команда провела под руководством нового главного тренера, бывшего игрока «Жемчужины», Назима Сулейманова, которому также не удалось привести клуб к поставленной цели.
Свой последний сезон «Жемчужина» снова начинала с Арсеном Найдёновым, проработавшим до октября и передавшим исполнение обязанностей главного тренера легенде сочинского футбола Геннадию Бондаруку.
После третьего неудачного сезона во 2-м дивизионе и огромных долгов было принято решение о расформировании клуба.

### Возрождение

#### Любительская футбольная лига
В 2007 году Арсен Найдёнов принял решение возродить сочинскую «Жемчужину». Команду назвали «Жемчужина-А», костяк составляли игроки шахтинского «Буревестника-ЮРГУЭС», который под руководством Найдёнова завоевал в 2006 году Кубок Южного Федерального Округа и стал вице-чемпионом на международном турнире в Ирландии. Президентом и главным тренером возрождаемой «Жемчужины» стал сам Арсен Юдильевич, а помогал ему Гоча Гогричиани. Клуб уверенно выступил в Любительской футбольной лиге (ЛФЛ), заняв второе место в чемпионате ЮФО и четвертое — в кубке ЮФО, и по праву заслужил возвращение в профессиональный футбол.

### Второй дивизион. Сезон 2008.
2008 год для сочинского болельщика стал годом возрождения любимой для многих команды «Жемчужина», появление которой в профессиональном футболе снова заставило «биться» сердца её преданных болельщиков, в памяти которых ещё не забыты былые успехи и времена, когда сочинский футбол был у всех на устах в России. В межсезонье усилиями президента клуба А. Ю. Найдёнова был подобран неплохой состав. Уверенные результаты товарищеских матчей внушали надежду на успешное выступление в первенстве.
Начало сезона для сочинской команды выдалось тяжёлым. Так, под руководством главного тренера Юрия Нестеренко футбольного клуба «Жемчужина-Сочи» в 10 матчах 1 круга набрал всего 10 очков (2 победы, 4 ничьих, 4 поражения) и находился на 12 месте в нескольких шагах от зоны «вылета», что являлось не удовлетворительным результатом, учитывая громкие заявления «отца» снова возрождённого клуба А. Ю. Найдёнова о высоких задачах на сезон.

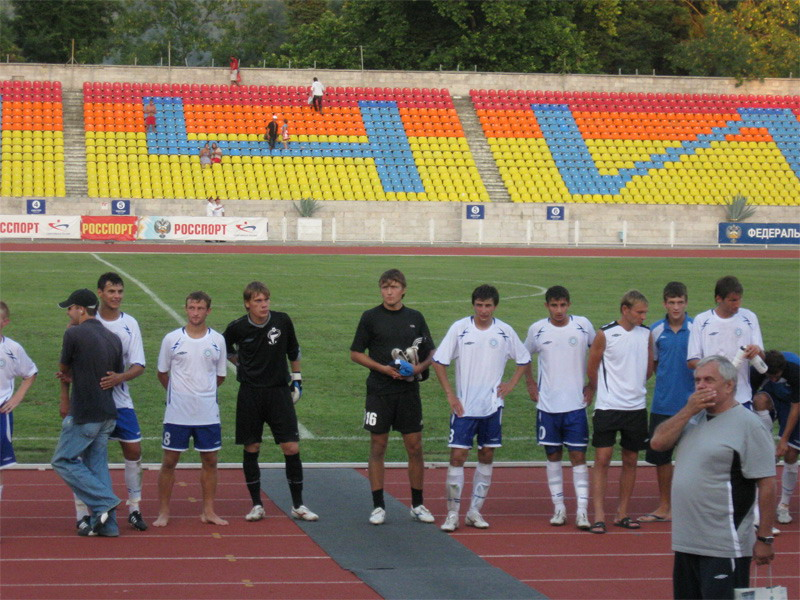
Награждение лучшего игрока первого круга, 11 августа 2008 г.

Далее Юрия Нестеренко на посту главного тренера футбольного клуба «Жемчужина-Сочи» сменил Геннадий Бондарук (официально главными тренерами были Виктор Гузь и Гиви Керашвили, так как Бондарук не имел должной категории, но де-факто командой руководил он), в прошлом игрок и капитан команды, сыгравший в её составе 182 матча в Высшей Лиге. Кроме того, произошли изменения и в руководстве: президентом клуба стал Дмитрий Якушев (известный бизнесмен), генеральным директором назначен Антон Милов. С такими переменами «Жемчужина» закончила первый круг на позитивной ноте, заняв 8 строчку в турнирной таблице (ещё 4 победы, 2 ничьих, 1 поражение).
После проведённого периода дозаявок клуб усилился несколькими опытными игроками: Степан Акелькин («Динамо» Брянск), Сергей Акимов («Ротор»), Эдуард Гикаев («Машук-КМВ»), Александр Клюев («Дмитров»), Лев Королёв («Сочи-04»), Дмитрий Пинчук и Евгений Шворень («Олимпия»).
Второй круг чемпионата запомнился крупными победами ФК «Жемчужина-Сочи» над «Дагдизелем» со счетом 5:0 и «Никой» из Красного Сулина со счетом 6:0, множеством «незапланированных» ничьих с середнячками и аутсайдерами и выездной победой над одним из лидеров — ФК «Краснодар» — со счетом 2:1. В концовке первенства «Жемчужина» одержала три уверенные победы над клубами «Астрахань», «Ротор» и «Кавказтрансгаз-2005» с общим счетом 6-0, в честь которых давались салюты над Центральным стадионом г. Сочи.

#### Выход в первый дивизион. Сезон 2009.
Главным тренером «Жемчужины-Сочи» утверждён Олег Василенко, три года проработавший в молодёжном составе «Сатурна».
Новым вице-президентом клуба был назначен Борис Раппопорт. Клуб выполнил поставленную руководством цель — выйти в первый дивизион, обеспечив себе победу ещё за 4 тура до конца первенства.

#### Первый дивизион. Рекламная кампания
С выходом в Первый дивизион клуб стал раскручивался на федеральном уровне (рекламные ролики производства французского режиссёра Бруно Авейана на федеральном ТВ со слоганом «Будущее за нами», наружная реклама «Жемчужины-Сочи» в Москве с изображением английского полузащитника Дэвида Бекхэма и надписью «Мы от него отказались», а также Ксении Собчак — «Я влюблена»). Имелись планы по выходу в Премьер-лигу и участию в еврокубках. Во второй части сезона-2010 был заключён договор с «НТВ-Плюс» на прямые трансляции домашних матчей команды в эфире телеканала «Наш футбол». Команда в том году заняла 8-е место.

#### Очередное расформирование
В сезон-2011/12 «Жемчужина-Сочи» вступила в качестве одного из фаворитов первенства ФНЛ. Команду возглавил Станислав Черчесов. 29 июля 2011 года в ряде СМИ появилась информация о том, что клуб снялся с первенства ФНЛ сезона 2011/12. Однако администрация клуба выступила с официальным опровержением этих заявлений, опубликовав на официальном сайте клуба соответствующее заявление. 6 августа президент клуба Дмитрий Якушев заявил, что «Жемчужина» не будет принимать дальнейшего участия в Первенстве ФНЛ. На момент снятия с первенства ФНЛ клуб занимал 9 место. Последним официальным матчем команды стала игра 1/16 финала Кубка России против «Ростова» в Сочи 17 июля, закончившаяся победой гостей со счетом 1:2. Несмотря на снятие главной команды с первенства ФНЛ дублирующий состав «Жемчужины-Сочи» довёл до конца свои выступления в высшей лиге чемпионата Краснодарского края и кубке Краснодарского края сезона-2011.

### Попытки возрождения на любительском уровне

#### Сотрудничество с РУДН и возможный переезд команды из Щёлково
В 2012 году «Жемчужина» вновь была воссоздана на любительском уровне уже под названием «Жемчужина-РУДН» (на основе дубля основной команды, выступавшего на краевом уровне в 2009—2011 годах). Команду, в названии которой значилась аббревиатура РУДН (клуб сотрудничал с местным филиалом Российского университета дружбы народов), возглавил Александр Тумасян. Руководители клуба заявили о желании вернуть команде в будущем профессиональный статус. В 2012 году команда выступала в высшей лиге чемпионата Краснодарского края и кубке Краснодарского края. По окончании сезона Тумасяна на посту главного тренера команды сменил Юрий Быков.
25 января 2013 года глава администрации Сочи Анатолий Пахомов заявил, что на сезон-2013/14 «Жемчужина» заявится во второй дивизион. Однако этого так и не произошло. В январе-апреле 2013 года «Жемчужина» под руководством Быкова провела ряд товарищеских матчей, в том числе против клуба РФПЛ нижегородской «Волги». Последняя игра команды состоялась 10 апреля 2013 года. В ней «Жемчужина» уступила «Чите» со счетом 0:1. «Жемчужина» в 2013 году не заявилась ни в чемпионат и кубок Краснодарского края, ни в чемпионат и кубок Южного федерального округа, ни в первенство России во втором дивизионе, ни в Кубок России.
В тот же день, когда «Жемчужина» провела свой последний матч, 10 апреля 2013 года, на встрече Анатолия Пахомова с представителями клуба «Спарта» Щёлково было заявлено о переезде команды из Щёлкова в Сочи. Сообщалось, что клуб будет называться «Спарта-Жемчужина-Сочи», а её главный тренер Андрей Тихонов планирует вывести команду в высшие эшелоны профессионального футбола за три года. Вскоре после этого клуб «Спарта» в ответ на заявление болельщиков «Жемчужины» обратился к ним с призывом к диалогу. В этом заявлении в частности упоминалось о возможности сосуществования в городе двух команд — «Спарты» и «Жемчужины».
Тем не менее в конце мая 2013 года в СМИ появилась информация о том, что «Спарта» может прекратить своё существование. Поначалу эти данные были названы «Спартой» не совсем соответствующими действительности. Однако спустя несколько дней клуб объявил о прекращении своего существования.

#### Городской и региональный уровень
С 2014 года «Жемчужина» появляется в региональных и городских турнирах в трех различных версиях.
Команды футбольной школы «Жемчужины» выступали в городских соревнованиях ещё во времена выступлений клуба на профессиональном уровне. Возрождённая любительская команда «Жемчужина-Сочи» в 2015 году приняла участие в чемпионате города Сочи под руководством Владимира Лушина, но снялась по завершении первого круга.  С 2016 года этот клуб уже под названием «Жемчужина» продолжает выступать в городском чемпионате, а начиная с 2017 года и в Кубке города Сочи. В 2019 году команда снялась с чемпионата города по итогам первого круга и не выступала в Кубке, прекратив существование. В 2024-м команда Лушина вернулась в городской чемпионат под названием «Жемчужина ЮГ-Спорт».
Параллельно в 2014 году в Сочи был создан детский футбольный клуб «Жемчужина». Впоследствии появилась и взрослая команда, которая в 2019 году принимала участие в городских соревнованиях как ДФК «Жемчужина» под руководством Ники Поцхверашвили. С 2020 года играет в Чемпионате и Кубке города Сочи уже как «Жемчужина» без приставки ДФК. В сезоне-2021 переходит в чемпионат высшей лиги и Кубок Краснодарского края, но отыграв там один сезон возвращается на городской уровень в 2022 году, где выступает также в 2023 году.
Параллельно в 2023 году вновь создан клуб под названием «Жемчужина» под руководством Георгия Джобавы, который сразу заявляется в Высшую лигу чемпионата Краснодарского края и Кубок Краснодарского края. Сообщалось, что поддержку команде оказали известные ветераны Гоча Гогричиани, Манук Какосьян и Арташес Калайджян. В рамках подготовки к сезону «Жемчужина» провела товарищеский матч против клуба уровня Первой лиги нижнекамского «Нефтехимика», который закончился вничью. Молодёжную команду «Жемчужины» возглавил Гоча Гогричиани. Клуб продолжает выступать на региональном уровне в 2024–2025 годах.

## Достижения

### Национальные
Первый дивизион
- Чемпион (1): 1992

Второй дивизион (Зона «Юг»)
- Чемпион (1): 2009

Вторая низшая лига СССР / Третий дивизион
- Чемпион (1): 1991
- Серебряный призёр (1): 2007

## Статистика
Всего матчей: 590¹ (из них 42 в чемпионате СССР, 3 в кубке РСФСР, 25 в кубке России, 4 в кубке ПФЛ)

Всего побед: 236 (из них 27 в чемпионате СССР, 2 в кубке РСФСР, 9 в кубке России, 1 в кубке ПФЛ)

Всего ничьих: 123 (из них 10 в чемпионате СССР, 3 в кубке России², 1 в кубке ПФЛ)

Всего поражений: 231 (из них 5 в чемпионате СССР, 1 в кубке РСФСР, 13 в кубке России, 2 в кубке ПФЛ)

¹ — без учета Чемпионата и Кубка среди любительских клубов зоны ЮФО

² — выход по пенальти.
Всего забитых мячей: 872
- в чемпионате СССР: 91
- в кубке РСФСР: 5
- в высшей лиге: 268
- в первой лиге: 177
- во второй лиге: 294
- в кубке России: 33
- в кубке ПФЛ: 4

Всего пропущенных мячей: 844
- в чемпионате СССР: 33
- в кубке РСФСР: 3
- в высшей лиге: 390
- в первой лиге: 153
- во второй лиге: 217
- в кубке России: 43
- в кубке ПФЛ: 5

Самые крупные победы:
- 5:0 — Каспий (Каспийск) (1991), Торпедо (Армавир) (1991), Автодор (Владикавказ) (2001), Дагдизель (Каспийск) (2008);Жемчужина-Сочи — Дагдизель 5:0, 11 августа 2008 г.

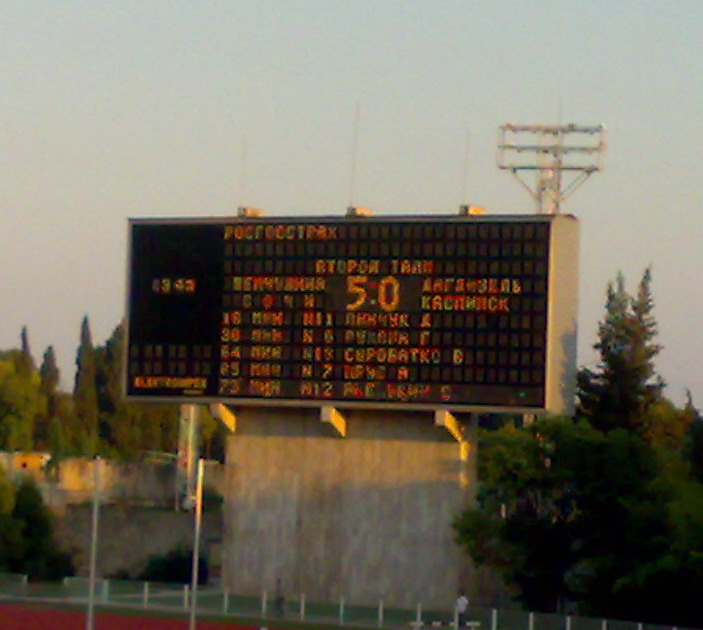
Жемчужина-Сочи — Дагдизель 5:0, 11 августа 2008 г.

- 6:1 — Нарт (Черкесск) (2002), Торпедо (Владимир) (1992), Автодор (Владикавказ) (2009);
- 6:0 — Ника (Красный Сулин) (2008), Энергомаш (Белгород) (1992);
- 7:0 — ФК Таганрог (2009)
- 10:0 — Локомотив (Минеральные Воды) (2001).

Самые крупные поражения:
- 3:7 — Спартак (Москва) (1999).
- 0:5 — Дружба (Будённовск) (1991), Алания (Владикавказ) (1995);
- 1:6 — СКА (Ростов-на-Дону) (2003);
- 0:6 — Спартак (Москва) (1995);
- 0:7 — Ротор (Волгоград) (1995);

Беспроигрышные серии:
- 21 матч (сезон 1991).
- 15 матчей (сезон 2009).
- 10 матчей (сезон 2008).
- 8 матчей (сезон 1997) — Черноморец (Новороссийск) — 2:2; КАМАЗ-Чаллы (Наб. Челны) — 1:0; ЦСКА (Москва) — 1:1; Зенит (С.-Петербург) — 1:0; Крылья Советов (Самара) — 1:0; Балтика (Калининград) — 0:0; Ростсельмаш (Ростов-на-Дону) — 0:0; Локомотив (Москва) — 0:0.
- 7 матчей (сезон 1998) — Тюмень (Тюмень) — 0:0; Спартак (Москва) — 1:1; ЦСКА (Москва) — 2:1; Торпедо-Лужники (Москва) — 1:0; Ротор (Волгоград) — 1:1; Шинник (Ярославль) — 2:1; Черноморец (Новороссийск) — 3:1.

## Индивидуальные достижения

### Матчи
Всего
- Геннадий Бондарук — 251 матч (182 в высшем дивизионе),
- Станислав Бондарев — 197 матчей (139 в высшем дивизионе),
- Тимур Богатырёв — 185 матчей (146 в высшем дивизионе).

В чемпионатах СССР:
- Андрей Мурыгин — 41 матч,
- Сергей Чекмезов — 41 матч.

В высшем дивизионе:
- Геннадий Бондарук — 182 матча

В первом дивизионе:
- Гоча Гогричиани — 62 матча

Во втором дивизионе:
- Руслан Бесланеев — 103 матча

### Голы
Всего
- Гоча Гогричиани — 73 (31 в высшем дивизионе),
- Тимур Богатырёв — 38 (37 в высшем дивизионе),
- Роберт Зебелян — 34.

В чемпионатах СССР
- Владимир Макеев — 24

В высшем дивизионе
- Тимур Богатырёв — 37

В первом дивизионе
- Гоча Гогричиани — 36

Во втором дивизионе
- Роберт Зебелян — 29

### Самый быстрый гол
- 1 минута, Гуджа Рухаиа, сезон 2009; 13 сентября, Кавказтрансгаз-2005 — Жемчужина-Сочи — 1:3

### Сухие серии вратарей
- Александр Чихрадзе, 579 минут — сезон 2009;
- Сергей Чекмезов, 521 минута — сезон 1991;
- Евгений Крюков, 510 минут — сезон 1997.

### Юбилейные голы
Без учёта голов в технических победах и автоголов.
|     | Дата             | Автор               | Соперник              | Турнир          |
| --- | ---------------- | ------------------- | --------------------- | --------------- |
| 100 | 28 апреля 1992   | Гоча Гогричиани     | АПК (Азов)            | Первая лига     |
| 200 | 5 июля 1993      | Гоча Гогричиани     | Гекрис (Новороссийск) | Кубок России    |
| 300 | 22 июля 1995     | Руслан Суанов       | Торпедо (Москва)      | Высшая лига     |
| 400 | 11 июня 1998     | Артур Кузнецов      | Локомотив (Москва)    | Высшая лига     |
| 500 | 2 апреля 2001    | Александр Никулин   | Спартак (Анапа)       | Второй дивизион |
| 600 | 14 сентября 2002 | Виталий Баламестный | Дружба (Майкоп)       | Второй дивизион |
| 700 | 21 октября 2008  | Евгений Шворень     | ФК Астрахань          | Второй дивизион |
| 800 | 5 ноября 2009    | Гуджа Рухаиа        | Батайск-2007          | Второй дивизион |

### Вызовы в сборную
В период с 1991 по 2008 годы в сборные команды своих стран вызывались следующие футболисты «Жемчужины»:
- Максим Деменко
- Гоча Гогричиани
- Зураб Ионанидзе
- Константин Ледовских
- Канат Мусатаев
- Манук Какосьян
- Роберт Зебелян
- Назим Сулейманов
- Казимир Гудиев
- Геннадий Тумилович
- Александр Муканин
- Денис Книтель

## Результаты выступлений

### Чемпионат СССР
| Сезон | Дивизион                   | Место | И  | В  | Н  | П | М     | О  | Примечания                              |
| ----- | -------------------------- | ----- | -- | -- | -- | - | ----- | -- | --------------------------------------- |
| 1991  | Вторая низшая лига, 4 зона | 1     | 42 | 27 | 10 | 5 | 91-33 | 64 | Первый сезон клуба; Вышел в первую лигу |

### Кубок РСФСР
| Сезон | Выход в стадию | И | В | Н | П | М   |
| ----- | -------------- | - | - | - | - | --- |
| 1991  | 1/16 финала    | 3 | 2 | 0 | 1 | 5-3 |

### Чемпионат России
| Сезон   | Дивизион                             | Место | И  | В  | Н  | П  | Мячи  | О   | Примечания                                             |
| ------- | ------------------------------------ | ----- | -- | -- | -- | -- | ----- | --- | ------------------------------------------------------ |
| 1992    | Первая лига, «Запад»                 | 1     | 34 | 24 | 5  | 5  | 84-40 | 53¹ | Вышел в Высшую Лигу                                    |
| 1993    | Высшая лига                          | 13    | 34 | 10 | 10 | 14 | 52-62 | 30² | Гоча Гогричиани забивает рекордные для себя 13 голов   |
| 1994    | Высшая лига                          | 9     | 30 | 8  | 11 | 11 | 44-48 | 27³ | Владимир Филимонов забивает 9 мячей                    |
| 1995    | Высшая лига                          | 13    | 30 | 8  | 4  | 18 | 36-69 | 28  | Тимур Богатырёв забивает 10 мячей                      |
| 1996    | Высшая лига                          | 15    | 34 | 10 | 6  | 18 | 38-57 | 36  |                                                        |
| 1997    | Высшая лига                          | 14    | 34 | 11 | 7  | 16 | 38-51 | 40  | «Сухая» серия Евгения Крюкова — 510 минут              |
| 1998    | Высший дивизион                      | 13    | 30 | 9  | 8  | 13 | 31-48 | 36  |                                                        |
| 1999    | Высший дивизион                      | 15    | 30 | 5  | 11 | 14 | 29-55 | 26  | Вылетел из Высшего дивизиона                           |
| 2000    | Первый дивизион                      | 17    | 38 | 12 | 7  | 19 | 48-70 | 43  | Вылетел из Первого дивизиона                           |
| 2001    | Второй дивизион, «Юг»                | 9     | 38 | 16 | 6  | 16 | 59-47 | 32  |                                                        |
| 2002    | Второй дивизион, «Юг»                | 11    | 40 | 16 | 6  | 18 | 60-51 | 54  |                                                        |
| 2003    | Второй дивизион, «Юг»                | 18    | 38 | 9  | 5  | 24 | 36-66 | 32  | Клуб расформирован                                     |
| 2007    | ЛФЛ. Зона ЮФО. Предварительный этап. | 4     | 20 | 12 | 3  | 5  | 33-20 | 39  | Возрождённый клуб вышел во Второй дивизион ПФЛ         |
| 2007    | ЛФЛ. Зона ЮФО. Финальный этап.       | 2     | 20 | 12 | 1  | 7  | 30-17 | 37* | Возрождённый клуб вышел во Второй дивизион ПФЛ         |
| 2008    | Второй дивизион, «Юг».               | 6     | 34 | 14 | 12 | 8  | 48-30 | 54  | Первый профессиональный сезон после возрождения        |
| 2009    | Второй дивизион, «Юг».               | 1     | 34 | 29 | 2  | 3  | 91-22 | 89  | Вышел в Первый дивизион. На Кубке ПФЛ занял 4-е место. |
| 2010    | ФНЛ (Первый дивизион)                | 8     | 38 | 16 | 9  | 13 | 45-44 | 57  |                                                        |
| 2011/12 | Первый дивизион                      | 20    | 38 | 8  | 2  | 28 | 22-81 | 26  | Исключён из ФНЛ (после первого круга первого этапа)    |

¹ ² ³ — до 1995 года за победу начислялось 2 очка
* Половина матчей предварительного этапа турнира шла в зачет финального этапа. Всего в финальном этапе «Жемчужина-А» провела 10 матчей: +7=0-3, разница мячей 20-7, 21 очко. Всего в чемпионате «Жемчужина-А» провела 30 матчей: +19=3-8, разница мячей 53-27, 60 очков.

### Кубок России
| Сезон                                     | Выход в стадию | И | В | Н | П | Мячи               | Примечания             |
| ----------------------------------------- | -------------- | - | - | - | - | ------------------ | ---------------------- |
| 1992/1993                                 | 1/32 финала    | 2 | 1 | 0 | 1 | 3-1                |                        |
| 1993/1994                                 | 1/16 финала    | 1 | 0 | 1 | 0 | 1-1 + пенальти 3-4 |                        |
| 1994/1995                                 | 1/8 финала     | 2 | 1 | 0 | 1 | 4-3                |                        |
| 1995/1996                                 | 1/8 финала     | 2 | 1 | 0 | 1 | 3-5                |                        |
| 1996/1997                                 | 1/16 финала    | 1 | 0 | 0 | 1 | 0-1                |                        |
| 1997/1998                                 | 1/16 финала    | 1 | 0 | 0 | 1 | 0-3                |                        |
| 1998/1999                                 | 1/8 финала     | 2 | 1 | 0 | 1 | 3-5                |                        |
| 1999/2000                                 | 1/16 финала    | 1 | 0 | 0 | 1 | 0-4                |                        |
| 2000/2001                                 | 1/16 финала    | 2 | 1 | 0 | 1 | 3-3                |                        |
| 2001/2002                                 | 1/128 финала   | 2 | 1 | 1 | 0 | 1-0 + пенальти 4-5 |                        |
| 2002/2003                                 | 1/256 финала   | 1 | 0 | 0 | 1 | 1-4                |                        |
| 2003/2004                                 | 1/256 финала   | 2 | 0 | 1 | 1 | 3-7 + пенальти 3-1 |                        |
| 2007. ЛФЛ. Зона ЮФО. Предварительный этап | 1/4 финала     | 1 | 1 | 0 | 0 | 2-0                | Вышел в финальный этап |
| 2007. ЛФЛ. Зона ЮФО. Финальный этап       | Финальный этап | 3 | 0 | 0 | 3 | 3-7                | 4 место, 0 очков       |
| 2008/2009                                 | 1/512 финала   | 1 | 0 | 0 | 1 | 0-1                |                        |
| 2009/2010                                 | 1/32 финала    | 4 | 3 | 0 | 1 | 11-4               |                        |
| 2010/2011                                 | 1/32 финала    | 1 | 0 | 0 | 1 | 0-1                |                        |
| 2011/2012                                 | 1/16 финала    | 2 | 1 | 0 | 1 | 5-5                |                        |

### Чемпионаты Краснодарского края
| Сезон | Дивизион    | Место | И  | В  | Н | П  | Мячи  | О  | Примечания        |
| ----- | ----------- | ----- | -- | -- | - | -- | ----- | -- | ----------------- |
| 2012  | Высшая лига | 5     | 22 | 11 | 7 | 4  | 37-18 | 40 | «Жемчужина-РУДН»  |
| 2021  | Высшая лига | 12    | 24 | 4  | 1 | 19 | 23-75 | 13 | «Жемчужина» (ДФК) |
| 2023  | Высшая лига | 12    | 24 | 3  | 2 | 19 | 26-78 | 11 |                   |
| 2024  | Высшая лига | 7     | 22 | 8  | 0 | 14 | 32-85 | 24 |                   |

### Кубки Краснодарского края
| Сезон | Выход в стадию | И | В | Н | П | Мячи | Примечания        |
| ----- | -------------- | - | - | - | - | ---- | ----------------- |
| 2012  | 1/4 финала     | 3 | 2 | 0 | 1 | 9-6  | «Жемчужина-РУДН»  |
| 2021  | 1/16 финала    | 1 | 0 | 0 | 1 | 1-3  | «Жемчужина» (ДФК) |
| 2023  | 1/8 финала     | 2 | 1 | 0 | 1 | 4-3  |                   |
| 2024  | 1/16 финала    | 1 | 0 | 0 | 1 | 0-4  |                   |

### Чемпионаты города Сочи
| Сезон  | Стадия                   | Место | И  | В  | Н | П  | Мячи   | О  | Примечания                                                       |
| ------ | ------------------------ | ----- | -- | -- | - | -- | ------ | -- | ---------------------------------------------------------------- |
| 2015   |                          | 10    | 18 | 2  | 0 | 16 | 19-63  | 6  | «Жемчужина-Сочи» (ЮГ-Спорт) Снялся с турнира после первого круга |
| 2016   |                          | 9     | 18 | 2  | 2 | 14 | 16-64  | 8  | «Жемчужина» (ЮГ-Спорт)                                           |
| 2017   |                          | 11    | 22 | 2  | 5 | 15 | 44-103 | 11 | «Жемчужина» (ЮГ-Спорт)                                           |
| 2018   |                          | 12    | 24 | 4  | 0 | 20 | 59-182 | 12 | «Жемчужина» (ЮГ-Спорт)                                           |
| 2019   |                          | 11    | 20 | 0  | 1 | 19 | 10-119 | 1  | «Жемчужина» (ЮГ-Спорт) Снялся с турнира после первого круга      |
| 2019   |                          | 9     | 20 | 5  | 0 | 15 | 46-118 | 15 | ДФК «Жемчужина»                                                  |
| 2020   |                          | 6     | 16 | ?  | ? | ?  | ?-?    | ?  | «Жемчужина» (ДФК)                                                |
| 2022*  | Первый этап              | ?     | ?  | ?  | ? | ?  | ?-?    | ?  | «Жемчужина» (ДФК) Попал в Первую лигу по итогам первого этапа    |
| 2022*  | Второй этап. Первая лига | 4     | 14 | 7  | 0 | 7  | 55-41  | 21 | «Жемчужина» (ДФК)                                                |
| 2023** | Первый этап              | 9     | 14 | 6  | 1 | 7  | 54-48  | 19 | «Жемчужина» (ДФК) Попал в Первую лигу по итогам первого этапа    |
| 2023** | Второй этап. Первая лига | 5     | 22 | 10 | 2 | 10 | 94-71  | 32 | «Жемчужина» (ДФК)                                                |
| 2024   |                          | ?     | ?  | ?  | ? | ?  | ?-?    | ?  | «Жемчужина ЮГ-Спорт»                                             |

* В сезоне-2022 8 лучших команд по итогам первого этапа попадали на втором этапе в Высшую лигу, а остальные 8 в Первую лигу. При этом на втором этапе учитывались результаты встреч, сыгранные со своими соперниками по лиге на первом этапе. Фактически «Жемчужина» заняла 12-е место в чемпионате.
** В сезоне-2023 5 лучших команд по итогам первого этапа попадали на втором этапе в Высшую лигу, а остальные в Первую лигу. При этом на втором этапе учитывались все результаты матчей первого этапа. Фактически «Жемчужина» заняла 10-е место в чемпионате.

### Кубки города Сочи
| Сезон | Выход в стадию | И | В | Н | П | Мячи | Примечания             |
| ----- | -------------- | - | - | - | - | ---- | ---------------------- |
| 2017  | 1/4 финала     | 1 | 0 | 0 | 1 | 2-5  | «Жемчужина» (ЮГ-Спорт) |
| 2018  | 1/8 финала     | 1 | 0 | 0 | 1 | 1-13 | «Жемчужина» (ЮГ-Спорт) |
| 2019  | 1/8 финала     | 1 | 0 | 0 | 1 | 0-3* | «Жемчужина» (ЮГ-Спорт) |
| 2019  | 1/4 финала     | 2 | 1 | 0 | 1 | 5-2  | ДФК «Жемчужина»        |
| 2020  | 1/2 финала     | ? | ? | ? | ? | ?-?  | «Жемчужина» (ДФК)      |
| 2022  | ?              | ? | ? | ? | ? | ?-?  | «Жемчужина» (ДФК)      |
| 2023  | ?              | ? | ? | ? | ? | ?-?  | «Жемчужина» (ДФК)      |
| 2024  | ?              | ? | ? | ? | ? | ?-?  | «Жемчужина ЮГ-Спорт»   |

*Матч не состоялся, «Жемчужина» снялась с турнира и ей было засчитано поражение.

## Фарм-клуб
В 90-х годах две дочерние команды клуба («Жемчужина-2» и «Динамо-Жемчужина-2») выступали на профессиональном уровне в первенстве России.